# Ясьонка (Малопольське воєводство)
Ясьонка (пол. Jasionka) — колишнє лемківське село, а тепер — присілок села Криве Горлицького повіту Малопольського воєводства Республіки Польща. Належить до ґміни Сенкова.

## Розташування
Лежить у Низьких Бескидах, неподалік потоку Завоя — лівої притоки річки Віслока.
Від села 14 км до адміністративного центру ґміни — міста Сенкова, 20 км до адміністративного центру повіту — міста Горлиці і 118 км до центру воєводства — міста Краків, 8 км до кордону зі Словаччиною.

## Історія
Перша згадка про село походить з 1665 р., а в 1765 в селі вже було 12 господарств.
У селі ніколи не було церкви і цвинтаря, а у XVIII ст. воно відносилося до парафії у Кривому. У започаткованих у 1784 р. метриках у Кривому підписувався тамтешній душпастир о. Андрей Криницький як «parochus Krywiensis». У 1819 р. Криве приєднане дочірнім до Воловця. Парохом Кривого і Воловця став спершу о. Андрей Криницький, хоч підписувався ще якийсь час, як завідатель Воловця, а в 1825 р. о. Іоан Ляховський з осідком у Воловці.

### За Австрії
Наприкінці XIX ст. Філяк і Петро Кобан виїхали до Америки — 3 місяці пливли кораблем. За ними слідом рушила хвиля ясьончан — по кілька з кожної родини. Частина поверталася із заробленими грошима.
У XIX ст. після пожежі у Кривому збудували нову церкву і школу, до якої ходили також діти з Ясьонки і Баниці. Однак церква і школа знову згоріли в 1902 р. Задля тимчасового проведення служби придбали і перевезли у Криве стару церкву з Радоцини, а дітей учили в пустій хижі в Ясьонці. За 5 років звели нову церкву силами селян трьох сіл та емігрантів до США, яких було по кілька з кожної родини. Головним майстром був Широтак з Гладишова, а його помічниками були жителі Ясьонки Афтан Копча і Петро Кобан, та й головним керівником був Петро Шведа з Ясьонки. Господарі взимку стинали дерева в плебанському лісі та возили на будову. Допомагали всі, навіть ясьонський циган Кузьма Міхалик викував хреста на церкву. У 1907 р. церкву посвятили, а Юрко Шведа з Ясьонки став господарем церкви, секретарем і війтом в Ясьонці. Далі з'явилися перші російські емісари з агітацією «переходу на православ'я» і жителі Ясьонки серед білого дня розібрали стару церкву (з Радоцини) у Кривому і перевезли до себе, однак жителі Кривого через жандармів заборонили ясьонцям збирати церкву, і та залишилася лежати розібраною. Натомість у Ясьонці створили москвофільську читальню імені Качковського в хаті Антона Зорили.

### Перша світова війна
Перед самою Першою світовою війною в 1914 р. священик втік до Росії, забравши з собою всі метричні книги і плебанські документи. У військо мобілізували кільканадцять чоловіків, серед яких Дмитро Пелеш і Дмитро Копча воювали на російському фронті, а Іван Васенко і Федько Пелеш — на італійському; кілька загинуло, а Дукач Докля повернувся пораненим у ногу. На початку війни в Талергоф за доносом єврея Хаїма за москвофільство були вивезені Антон Зорило, Петро і Андрій Пелеші, Юрко Шведа, родина Романчаків. Решта селян з радістю чекали «звільнення від Австрії», однак прихід російських військ приніс селянам обов'язок їх годувати. В селян було забрано всі запаси збіжжя і сіна, птицю і худобу, а залишено тільки по одній корові на родину, та й ту не було чим годувати. Запанував жахливий голод і серед ослаблених голодом селян почалися епідемії та численні смерті в кожній родині. В 1915 р. на території села точилися запеклі бої, від яких згоріли село і церква та залишились 2 військові цвинтарі. Разом з російськими військами втекла частина молодих людей зі страху за співробітництво з російською владою та від мобілізації до австрійського війська. Петро Копча і Василь Грацонь повернулися після кількарічних поневірянь, а Іван Зорило й Іван Копча ніколи не повернулися.

### Друга Річ Посполита
Після розпаду Австро-Угорщини в 1918 р. поляки спробували мобілізувати жителів Кривого до польського війська, однак ті переховувались до кінця війни в навколишніх лісах. Економічне становище було дуже важким, працю знаходили хіба на власній землі. За Польщі легше було виїхати до Канади, але стало важко — до США (доводилося рушати в обхід через Чехословаччину). Зразковими садівниками стали Михайло Василько, Василь Романчак, Семан Смий, Гриць Копча, Юрко Зорило, Стефан Гайтко, Василь Грацонь. Кілька зайнялися контрабандою, але були піймані та виказали організатора — єврея Хаїма, тож їх відпустили, а Хаїма покарали і товар конфіскували. Довкола села було багато лісу, здебільшого хвойного. Кожен господар мав свій ліс і це було справжнім багатством. Якщо мав чим завезти деревину до Горлиць, то міг стверджувати, що гроші ростуть у лісі. Люди однак господарювали ощадливо і берегли ліс для дітей. Використовували тільки на побудову хат, виробництво ґонту та на опалення. Однак ці вікові ліси були варварськи вирубані після виселення лемків.
Село славилося своїми будівельниками і столярами; найліпшими були Афтан Копча, Андрій Зорило, Стефан Гайтко і Стефан Смий. Найкращі вози робив Гнат Зорило. Вправними ковалями були Дмитро Квочка і поляк Скурський, який виїхав на початку війни. Була й оліярня Василя Романчака. Андрій Гайтко навчився шевського ремесла в Горлиці, а Іван Гайтко, Демко Онущак і Юрко Зорило були самоучками. Перукарством займався Демко Онущак. А Василь Грацонь рвав зуби.
Поступово селяни гуртом відбудували зруйноване. Жителі села повернули розібрану радоцинську церкву з Ясьонки у Криве, зібрали і почали будівництво нової. Знову 5 років будували у Кривому церкву з допомогою емігрантів і в 1924 р. освятили. Збудували у Кривому і школу. В 1920-х роках заснували читальню «Просвіти» в хаті ґазди Міхалика, яку польська поліція незабаром заборонила і тривало переслідувала ґазду і священика. Звільнили місцевих лемківських вчителів і прислали польку Габелю, яка не володіла лемківською мовою, вела уроки тільки польською і примушувала молитись «Отче наш» польською — лише частина учнів відмовлялась.
В 1933 р. — тому, що Воловець перейшов на схизму 1927—1928 рp., а Криве — ні, село дістала від Ординаріяту в Перемишлі дозвіл на будову власного приходства у себе, де того ж року вже поселився парох Володимир Гайдукевич. Його громадську діяльність і роботи з опорядження церкви перервала війна, коли в перші дні поляки його арештували і відправили до в'язниці в Горлиці, далі — до Берези Картузької, звідки повернувся вже в кінці листопада. До 1946 р. в селі Криве була греко-католицька парохія Горлицького деканату, до якої належали також Воловець і Баниця. Метричні книги велися з 1784 р.
Влітку 1939 р. Хаїм спалив свій магазин, забрав страховку і виїхав до Палестини.
У селі було чисто лемківське населення: з 300 жителів села — всі 300 українці.

### Друга світова війна
Навесні і влітку 1939 р. усіх заставляли працювати на будівництві укріплень між Гладишовом, Пантною і Маластовом, а якщо мав коні — то з конями. Але німці легко здолали танками ті укріплення. До війська мобілізували кількох чоловіків, з них Андрій Шопа і Гриць Копча повернулися до Ясьонки, а Фецько Шопа і Стефан Зорило всю війну були в неволі в Німеччині, а після війни виїхали до Австралії і Канади.
Після приходу німців школу віддали українцям і уроки до 1945 р. вела українською мовою дружина священика Любомира Гайдукевич, яка також керувала церковним і шкільним хором, викладала німецьку мову. Допомагав їй отець В. Гайдукевич, який навчав релігії, географії, фізичного виховання, історії, провадив театральний гурток, організував читальню. Також почали догодовувати дітей: давали хліб з маргарином чи мармеладом, макарони, чорну каву.
Німцями був призначений солтис на три села Гриць Кець з Баниці, підсолтисом — Семан Смий з Ясьонки, війтом гміни Гладишів (до неї ввійшло село) — Кобаний, комендантом поліції — німець Дуве. З початку 1940 р. до Німеччини на підневільну працю вивезли кільканадцять осіб. Усіх німці обклали високими контингентами молока і худоби та заставляли працювати на дуже важкому вивезенні деревини. У селі утворилась група, яка займалася контрабандою на словацький бік. До неї входили Іван і Фецько Зорило, Василь Романчак, Тимко Шведа, Дмитро Квочка, Антон Гаталович та ще кілька. Але через посилення кари аж до розстрілу припинили контрабанду. В 1944 р. всіх заставляли копати окопи коло Снітниці. Наприкінці літа 1944 р. фронт на 4 місяці зупинився в недалекій Тихані, гриміла артилерія, і жителі сіл Тиханя, Жидівське, Розстайне, Граб, Ожинна змушені були втікати, Багато з них знайшли притулок в родичів у Ясьонці. З них залишилась тільки родина двоюрідної сестри в Насті Зорило. Втікачів, які не виїхали в довжелезній кавалькаді на захід, не маючи куди повертатись (села були зрівняні з землею), примусово вивезли до СРСР.
В перших числах січня 1945 р. ішли вперті бої. Німці в селі влаштували склади харчів і амуніції, які залишились селянам після відступу. Після приходу Червоної Армії кілька хлопців зголосилися добровольцями, а інших мобілізували примусово. Тож вони воювали в Чехії, обслуговували військові транспорти, гнали худобу з Німеччини до СРСР.

### Повоєнний час
На початку 1946 р. в околицях села з'явився відділ УПА. В засідці на армійський транспорт із провіантом на межі з Чорною загинули крім польських вояків кілька лемків з Граба, які нерозважливо йшли поряд. Іншого разу в тому ж місці повстанці повісили Піґоша з Граба за доноси полякам. То були тяжкі часи, коли вдень приходили поляки, а вночі — партизани. Спочатку жителі села зі страху доносили на партизанів полякам, але після повішання Піґоша сиділи вже тихо.
Після Другої світової війни під впливом радянської пропаганди кілька родин виїхали в СРСР. В 1946 р. кількох арештовано (серед них отець Гайдукевич), а надалі вислано в СРСР, решту ж — 182 жителі 9 червня 1947 р. під час операції «Вісла» депортували на Повернені Землі. Село обступила 6 дивізія піхоти Війська польського і дали кількадесят хвилин на збирання. Ніхто не знав, куди вивозять — на схід чи на захід? Тих, хто не хотів іти, виганяли ударами прикладів карабінів. Усіх зігнали в купу і гнали через Криве, перелякані жителі якого спостерігали видовище з хат. Попри протести солдатів, всі затрималися коло церкви і кожен зайшов, укляк і помолився. Також по дорозі коло Баниці вийшли кілька вцілілих родин і прощалися. На ніч розмістилися в порожніх хатах Гладишова, жителів яких забрали за день до того — крім тих кількох родин, які були громадянами США. Наступного 10 червня гнали всіх аж до Заґужан, де у таборі тримали 3 доби. Далі половину вигнали на станцію, де в телячий вагон заганяли по дві родини разом із худобою. Долучили також кілька родин із Мацини Великої. 13 червня вирушив транспорт з Горлиці в невідоме. По дорозі зупинили в Освенцімі на «гігієнічну чистку», в ході якої забрані й ув'язнені в концтаборі Явожно Семен і Яким Васенко та Петро Дзьопа, якого тримали в концтаборі два роки. Пунктом призначення транспорту були околиці Легниці, Радошиць, Волува і Сцинави. Другий транспорт із Заґужан виїхав 14 червня і прибув до околиць Познані. Територію ж знелюднілого села приєднали до Кривого. Після полегшення комуністичного режиму з 1955 р. 60 родин з виселених жителів Ясьонки неодноразово письмово просили дозволу повернутися в рідне село, але жодного разу їм не дозволили цього, через що вони залишилися на Повернених Землях. Порожні ж хати поступово руйнувалися і в 1961 р. з понад 60 хиж залишалося тільки дві.

## Сучасність
Не збереглося жодного лемківського будинку, наявні ж кілька будівель збудовані пізніше держгоспом. Колишня сільська вулиця помітна поміж трав, а обіч неї стоять кілька кам'яних і залізних хрестів і скульптур.